# Dateline NBC
Dateline NBC er et ugentligt amerikansk tv-nyhedsmagasin/reality-lovligt show, der udsendes på NBC. Showet debuterede den 31. marts 1992.